# Pulpeirina
Pulpeirina is een monotypisch geslacht van mosdiertjes uit de  familie van de Trypostegidae. De wetenschappelijke naam ervan is in 2015 voor het eerst geldig gepubliceerd door Reverter-Gil & Souto.

## Soort
- Pulpeirina amoena (Jullien & Calvet, 1903)